# Where Is Parsi?
Pour plus de détails, voir Fiche technique et Distribution.
Where Is Parsi? (Where Is Parsifal?) est un film britannique de Henri Helman sorti en 1983.

## Fiche technique
- Titre : Where Is Parsi?
- Titre original : Where Is Parsifal?
- Réalisation : Henri Helman
- Scénario : Berta Domínguez D.
- Photographie : Norman G. Langley
- Musique : Ivan Jullien et Hubert Rostaing
- Montage : Peter Hollywood et Russell Lloyd
- Son : David Crozier
- Décors : Malcolm Stone
- Production : J. Arthur Rank Film Distributors, TriStar Pictures
- Pays d'origine :  Royaume-Uni
- Format :
- Genre :
- Durée :
- Dates de sortie : 
  - Royaume-Uni : 12 avril 1983
  - France : 13 avril 1988

## Distribution
- Tony Curtis : Parsifal Katzenellenbogen
- Orson Welles : Klingsor
- Berta Domínguez D. : Elba (sous le nom de "Cassandra Domenica")
- Donald Pleasence : Macintosh
- Erik Estrada : Henry Board II
- Peter Lawford : Montague Chippendale
- Ron Moody : Beersbohm
- Christopher Chaplin : Ivan
- Nancy Roberts : Ruth
- Ava Lazar : Sheila
- Arthur Beatty : Jasper
- Victoria Burgoyne : Gabriella Veronica
- Frank Jakeman : le garde du corps de la mafia
- Harry Fiedler : un passant
- James Payne : le chauffeur de taxi
- Louis Capello  : le garde du corps de Parsifal